# 泰雷莱
泰雷莱（義大利語：Terelle），是意大利弗罗西诺内省的一个市镇。总面积31.67平方公里，人口501人，人口密度15.8人/平方公里（2009年）。ISTAT代码为060077。